# 松本タカヒロ
松本 タカヒロ（まつもと たかひろ、本名：松本 尚裕、1970年8月19日 - ）は、滋賀県出身の音楽プロデューサー・作詞家・作曲家・編曲家・俳優。

## 概要
血液型A型。滋賀県膳所高校卒。大阪市立大学商学部卒業。身長168cm、足のサイズ26.5cm。The Turtlesのボーカル・ギタリスト。『世良公則 x JET ROX』『ROLLY&Glimrockers』ギタリスト。エレクトロユニットスパーキーとしても活動。様々な歌手へ楽曲提供・プロデュース・編曲で参加。近年TV・映画音楽を手掛け多岐に渡り活動中。俳優として映画「あんてるさんの花」に出演。

## 楽曲提供
- 岩井勇気
  - 「ゴッドタンマジ歌選手権 - 忘れねえからな」（編曲）2018
- 高崎美佳
  - 「MIKA」（作曲・編曲）2018
  - 「夜の雨は寂しすぎて」（編曲）2018
  - 「ミカヅキ」（編曲）2018
  - 「置き手紙」（編曲）2018
- ジャニーズWEST
  - 「考えるな、燃えろ!!」（作詞・作曲）2017
- 舞祭組
  - 「春夏秋冬、漢歌」（作詞・作曲・編曲）2017
- ギンギン♂ガールズ
  - 「Are You GinGin?」（作曲・編曲）2016
  - 「ギンギンハリケーン」（作曲・編曲）2017
  - 「今夜はPush It!」2017（作曲・編曲）2017
- CR聖戦士ダンバイン 2015
  - 「誓いの荒野」（歌唱）
  - 「Part of You」（作曲・編曲）
  - 「Changing The World」（作詞・作曲・編曲）
  - 「I’m gonna…」（作曲・編曲）
  - 「カナシミノハテ」（編曲）
  - 「ダンバインとぶ（MIQ 2015 Ver.）」（編曲）
- 世良公則
  - 「小さな恋のうた」（編曲）2012
- ブライアン新世界
  - 「LOW-HIGH-BOOTS」（プロデュース・編曲）2011
  - 「NEW AGE REVOLUTION」（プロデュース・編曲）2012
- さくら学院 『さくら学院 2010年度 〜message〜』2011
  - 「プリンセス☆アラモード」（クッキング部 ミニパティ）（編曲）
    - 「Brand New Day」（新聞部 SCOOPERS）（編曲）
- ジュエルペット てぃんくる☆
  - 『空ニラクガキ』エンディングテーマ（作曲）2010
- カイくんとワンダース feat.王教授
  - 「白い恋物語」（作曲・編曲）2008
- 小梅太夫 with High! Cheese
  - 「BLACK and WHITE」（作詞） 2007年
- 宍戸留美
  - 「Rumi Roll」（作曲・編曲・プロデュース）2002
- おジャ魔女どれみドッカ〜ン!にじいろパラダイス
  - 「Cherry Bomb!(瀬川おんぷ:宍戸留美)」（作曲・編曲）2003
- 國府田マリ子
  - 「ハチミツ」（作詞・作曲）2000
  - 「Thank you for my friend」（作詞・作曲）2000
  - 「もんしろちょう」（作詞・作曲）2001
  - 「GOOD MORNING! BEAUTIFUL MORNING!」（作詞・作曲・編曲）2001
  - 「地球の想い〜ほしの想い〜」 （作曲）2003
  - 「ため息のサプリメント」 （作曲）2003
  - 「絶対的energy★キラッ」（作曲）2013
- 永井真理子
  - 「くちびる銀河」 （作曲）
  - 「手紙」（作詞・作曲）

## テレビドラマ・映画劇伴
- 映画「さよならケーキとふしぎなランプ」2013
- 映画・LOTTE SWEET FILMS 「ふたりだけの声」2015
- ドラマ「弱い男」2015
- 映画「やまない雨はない」2017
- ドラマ「また来てマチ子の、恋はもうたくさんよ」2018

## ギター
- 鈴木茂
- 世良公則
- Rolly
- 大槻ケンヂ
- 高橋優
- 本田恭章

## 俳優
- あんてるさんの花（2012年）

## バンド
- The Turtles
- SPARKY
- Rolly&Glimrockers
- 餃子大王
- ダイナマイト・ジローズ
- 松酒屋
- 枕本バンド

## ディスコグラフィー

### シングル
- ボクはロケットマン(1997/08）
- SWEET CANDY(1997/11）
- GIRLFRIEND(1998/03）
- COSMIC DOLPHIN!(1998/07）
- SUNDAY恋をしよう(1998/10)
- Honey Ride(1999/04)
- パブロフ(2000/09)
- SING OUT OF TUNE!(2000/10)

### アルバム
- four Sale / The Turtles(1998/04)

1. RASPBERRY WAY
2. SWEET CANDY
3. 男の子 女の子
4. ガールフレンド
5. WILD HONEY PIE
6. GIRL FROM MARS
7. ボクはロケットマン
8. 彼女はグルーヴィー
9. DO THE TURTLE!
10. おやすみチャーリー
11. RASPBERRY WAY（Reprise）

- PAISLEY POP / The Turtles(1999/05)

1. ボクハヨワクナイ
2. さよなら僕のマーマレード
3. 薔薇と蜥蜴
4. 恋のローラーコースター～ディスコで危機一髪
5. TODAY
6. 一週間
7. Honey Rider
8. HELLO MY FRIEND
9. I LOVE ROCK’N ROLL
10. SUNDAY恋をしよう
11. C’est si bon